# یومبلیفرون
یومبلیفرون (به انگلیسی: Umbelliferone) با فرمول شیمیایی C9H6O3 یک ترکیب شیمیایی با شناسه پاب‌کم 5281426 است. که جرم مولی آن ۱۶۲٫۱۴ گرم بر مول می‌باشد. 